# Orchestre rouge (groupe de rock)
Orchestre rouge est un groupe de rock français des années 1980.

## Biographie
Groupe fondé par Theo Hakola (chant, violon), Pierre Colombeau (guitare), Denis Goulag (guitare), Pascal des A (basse) et Pascal Normal (batterie).
Le nom du groupe fait référence à l'Orchestre Rouge, organisation de résistance contre le nazisme pendant la seconde guerre mondiale. Une référence découlant de l'engagement politique du chanteur  du groupe, Theo Hakola. 
Leur premier 45 tours, Soon Comes Violence/Kazettlers Zeks est produit à Manchester en 1982 par Martin Hannett. Le groupe réalise deux albums pour RCA, Yellow Laughter en 1982 et More Passion Fodder l'année suivante, qui sont réédités en CD par Sony BMG en 2007. La compilation Des Reste éditée en 1984 comprend des démos ainsi que cinq morceaux enregistrés en concert.

## Discographie

### Single
- Soon Comes Violence (1982, RCA)

### Albums studio
- Yellow Laughter (1982, RCA)
- More Passion Fodder (1983, RCA)

### Compilation
- Des restes (1984, New Rose)